# Dutluoluk, Çine
Dutluoluk là một xã thuộc huyện Çine, tỉnh Aydın, Thổ Nhĩ Kỳ. Dân số thời điểm năm 2010 là 402 người.